# Iglesia ni Cristo
La Iglesia ni Cristo (INC, tagalo para Iglesia de Cristo) es una denominación cristiana que fue organizada en las Filipinas por Félix Manalo el 27 de julio de 1914; afirman ser el restablecimiento de la iglesia original fundada por Jesucristo.

## Etimología
La palabra "ni" es en filipino: "de".

## Historia
La Iglesia comenzó con un puñado de seguidores en Punta, Santa Ana, Manila, con Manalo como ministro principal. El cual propagó su mensaje dentro de su área local, creciendo el número de seguidores y convirtiendo a miembros de otras religiones. Proclamó que Dios le había encomendado la misión de predicar el evangelio y restablecer la iglesia primitiva fundada por Jesús.

## Doctrinas
Esta denominación, introducida poco después de la salida de Filipinas de los colonizadores españoles en 1898 y de la Guerra filipino-estadounidense (1899-1902), no acepta la doctrina de la Trinidad, incluyendo la divinidad de Cristo.

## Arquitectura
La arquitectura de sus iglesias (llamadas kapilyas/capillas) se distingue por sus capiteles puntiagudos.